# Kailash
Il monte Kailash (कैलाश पर्वत in devanagari, ossia Kailāśā Parvata) è una montagna appartenente ai monti Gangdisê, a loro volta inclusi nell'Himalaya.

## Descrizione
Alto 6638 metri sul livello del mare, il monte Kailash si trova nella Prefettura di Ngari, situata nella zona occidentale del Tibet, poco lontano da due grandi laghi, il Manasarovar e il Rakshastal. Nella zona del Monte Kailash e del lago Manasarovar hanno la fonte alcuni dei fiumi più lunghi dell'Asia, ossia l'Indo, il Sutlej, il Brahmaputra e il Karnali, detto anche Ghaghara, uno dei maggiori affluenti del Gange.

## Simbolo religioso e centro di pellegrinaggi
Il Kailash è considerato sacro dall'Induismo, in quanto ritenuto la residenza di Shiva, dal Bön e dal Buddhismo tibetano come centro dell'universo, e dal Giainismo, come luogo in cui raggiunse la liberazione il primo dei loro santi. Perfino gli zoroastriani venerano questa montagna, identificata col mitologico Monte Meru.
Tibetani e indiani ritengono di dover compiere un pellegrinaggio presso il Kailash almeno una volta nella vita. Il percorso consiste in un giro rituale attorno alla vetta lungo circa cinquantatré chilometri e alla quota media di 5000 metri. Sono circa 36 ore di fatica, affrontata perché la sofferenza è elemento essenziale della redenzione. Il percorso venne proibito dalle autorità cinesi dal 1962 fino alla fine degli anni ottanta, ma oggi è tollerata la presenza di spedizioni organizzate.
Il pellegrinaggio sul solo versante tibetano è praticabile con un cammino che va dalle quattro alle sette ore. 
Vi sono molte rocce dipinte e bandiere di preghiera, concentrate particolarmente sul Passo di Dolma, e vi si trovano quattro monasteri buddhisti: il Darchen Gön, il Chuku, il Dhira Phuk e il Zuthul Phuk. Nella stessa zona si trova anche lo Shiwatshal, un cimitero in cui vengono cremati Lama e monaci. Alcuni tra i principali luoghi di culto locali sono stati fondati da Je Paljin, autorevole Lama del XIV secolo.
L'area è abitualmente frequentata da decine di pellegrini provenienti da tutto il Tibet, che si prostrano nei pressi dei luoghi consacrati.

## Alpinismo
Negli anni ’30 del Novecento fu raggiunta  dall'orientalista Giuseppe Tucci (egli la chiama Kailasa) il quale ne racconta la vita e le caratteristiche in un suo articolo dell'agosto 1936. Tuttavia mai fu scalata.
Ogni attività alpinistica sulla montagna è proibita.

## Influenza culturale
Il Kailash compare in una delle opere più apprezzate del canone tibetano, «I centomila canti di Milarepa», e nei più grandi poemi epici della letteratura indiana.

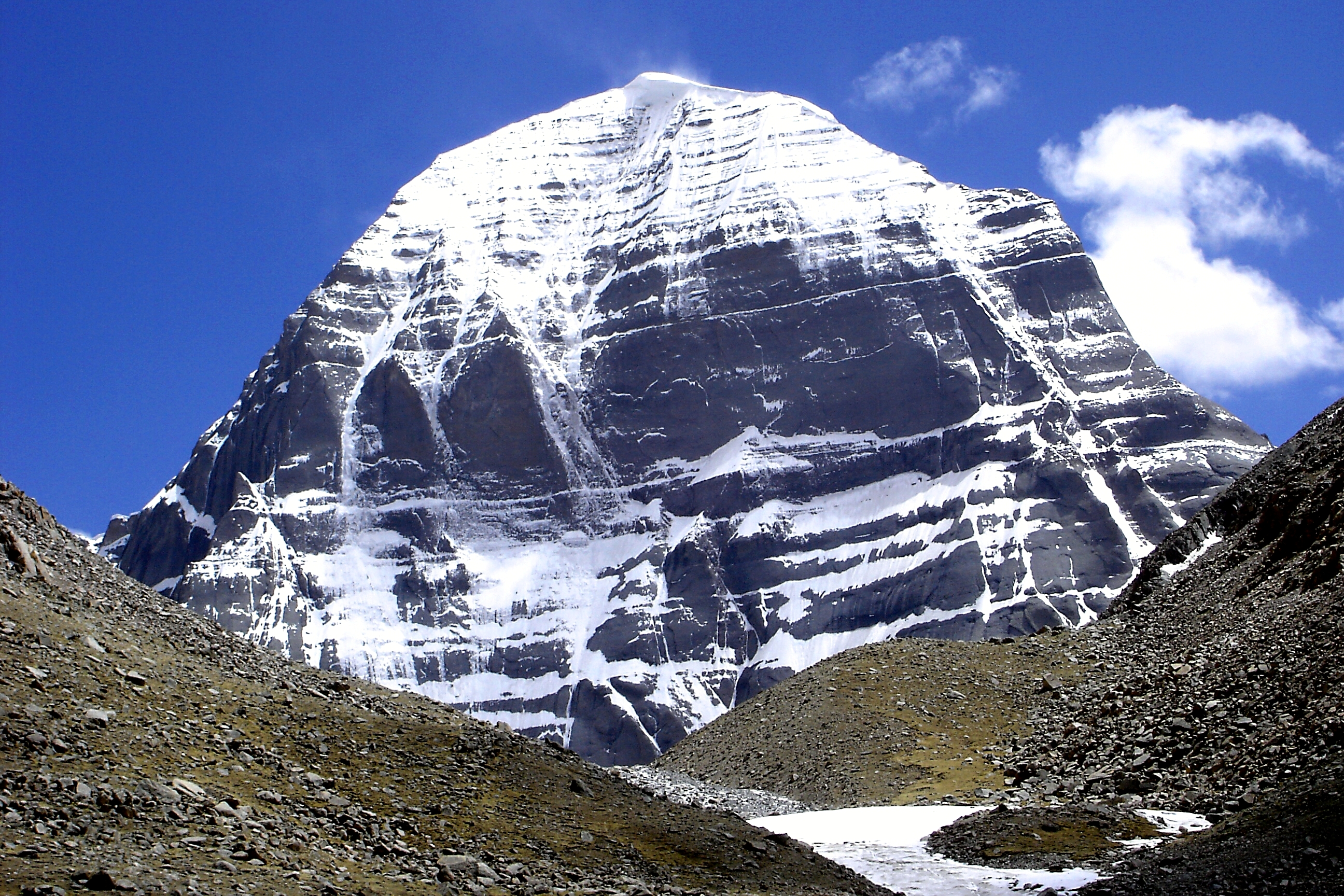
La parete Nord.

## Altri nomi del Kailash
- Tibetano: Kangrinboqê, o Gang Rinpoche;
- Sanscrito: कैलाश पर्वत, ossia Kailāsa Parvata;
- cinese semplificato: 冈仁波齐峰, ossia Gāngrénbōqí fēng;